# Bánh mì bơ tỏi

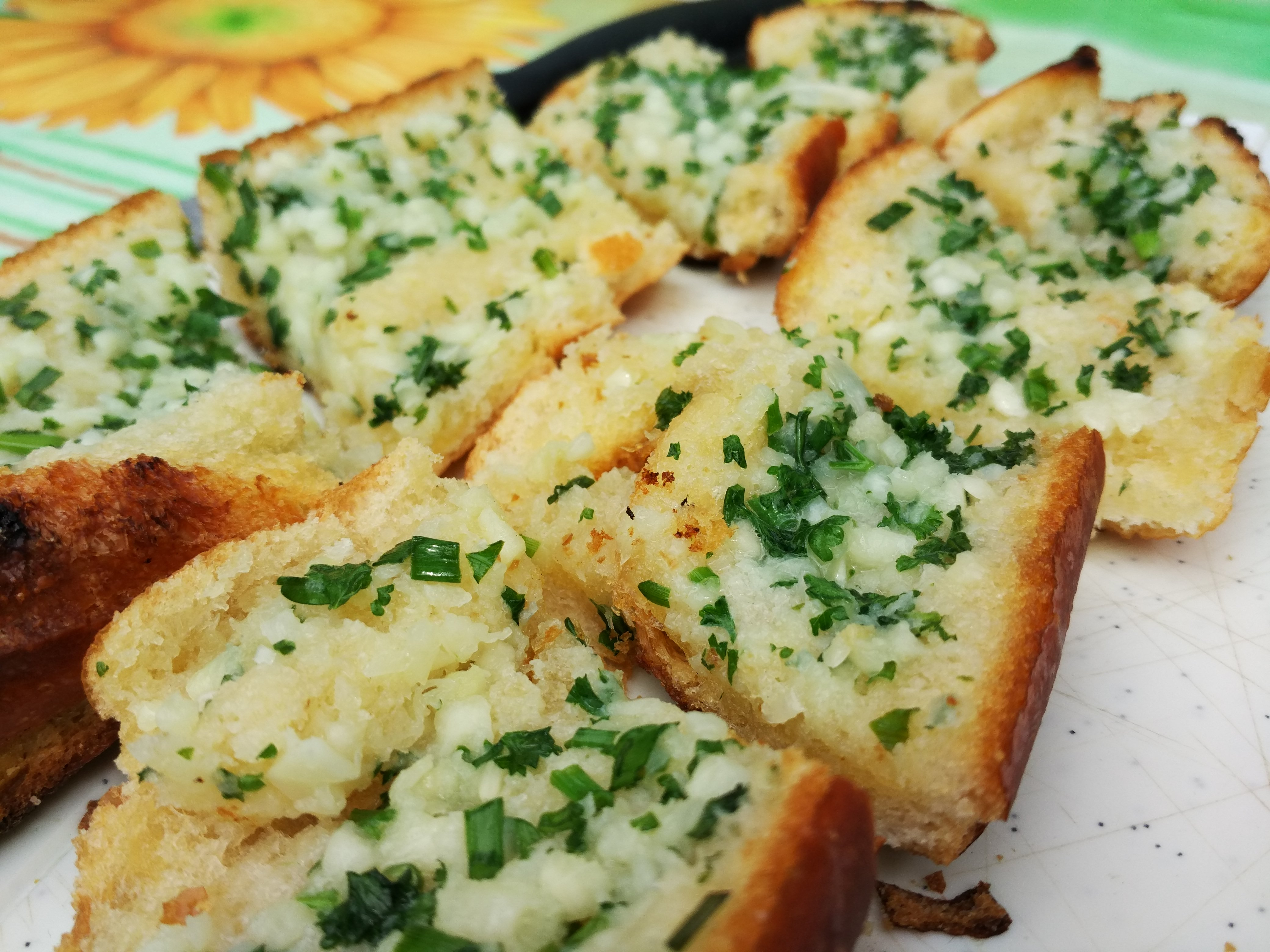
Một phần bánh mì bơ tỏi

Bánh mì bơ tỏi là một sản phẩm đồ ăn bao gồm bánh mì là nguyên liệu chính với tỏi và dầu ô liu hoặc bơ và được chế biến theo phương pháp nướng (nướng theo phương pháp thông thường hoặc là nướng trong lò vi sóng).

## Thực hiện
Món ăn này thường được thực hiện bằng cách sử dụng một bánh mì dài trong đó sử dụng một phần bánh mì đã được thái lát rồi cho các gia vị vào và nhúng ngập vào dầu hoặc bơ. Bánh mì sau đó được nhồi bông thông qua việc bớt dầu và tỏi băm nhỏ trước khi nướng. Ngoài ra, bơ và bột tỏi được sử dụng để nhồi vào bánh mì hoặc bánh mì được cắt thành lát mỏng riêng để trang trí. Một số biến thể của bánh mì bơ tỏi thông dụng là gia vì được thêm các loại pho mát, thường là mozzarella, Cheddar hoặc feta. Một số nhà hàng sử dụng bơ thay cho dầu ô liu (như ở Việt Nam nơi nguồn dầu Oliu không phong phú). Bánh mì bơ tỏi đã được xuất hiện trong thực đơn nhà hàng ở Hoa Kỳ kể từ năm 1947.